# Per Engdahl
Per Claes Sven Edvard Engdahl, född 25 februari 1909 i Smålands artilleriregementes församling, Jönköping, död 4 maj 1994 i S:t Petri församling, Malmö, var en svensk politiker och tidningsman. Han är känd som grundare av Nysvenska rörelsen, vars ledare han förblev till sin död.

## Biografi
Engdahl avlade 1927 studentexamen vid Jönköpings högre allmänna läroverk, och började därefter studera vid Uppsala universitet, där han blev fil. kand. i historia, statskunskap och nationalekonomi 1930 och fil. lic. i statskunskap 1935. Redan 1927 hade han anslutit sig till Sveriges Fascistiska Kamporganisation (SFKO), och under studietiden i Uppsala bildade han en lokal sektion av denna organisation kallad Uppsala fascistiska kampavdelning. Efter politiska meningsskiljaktigheter med partiledaren Konrad Hallgren bröt sig en grupp kring Engdahl 1930 ur Sveriges Nationalsocialistiska Folkparti – som SFKO hette efter 1929 – och bildade en egen rörelse, Riksförbundet Det nya Sverige. Från 1932 gav organisationen ut tidningen Vägen Framåt.
Inom Riksförbundet Det nya Sverige utvecklade Engdahl en ideologi han kallade för "nysvenskhet", som utmärktes av extrem nationalism, antikommunism, korporativism och antisemitism; bland annat förespråkade man riksdagens avskaffande och den så kallade Madagaskarplanen, ett förslag om att Europas judar skulle deporteras till den dåvarande franska kolonin Madagaskar. "Nysvenskheten" hade stora likheter med den italienska fascismen, och Engdahl beundrade Italiens diktator Benito Mussolini; själv sade han sig även ha hämtat inspiration från Sven Hedin, Rudolf Kjellén och Adrian Molin. Efter att Engdahl besökt Nazityskland 1933 kom organisationen att bli alltmer inspirerad av nazismen. Engdahl förespråkade ett enande av de olika fascistiska och nazistiska grupperingarna i Sverige under denna tid, men insisterade på att detta skulle ske med "nysvenskheten" som ideologisk grund. Enligt Engdahl var socialism och kommunism vare sig synonymer eller olika utvecklingssteg i en revolutionär process: ”kampen mot kommunismen måste [alltid] utmynna i en kamp för socialismen”. 
År 1937 uppgick Riksförbundet Det nya Sverige i Högerpartiets tidigare ungdomsförbund Sveriges nationella förbund (SNF), där Engdahl fick vice ordförandeposten. Samma år blev han medlem i Riksförbundet Sverige-Tyskland. Redan i oktober 1941 lämnade dock Engdahl SNF och grundade en ny organisation, Svensk Opposition. Denna organisation förespråkade bland annat svenskt deltagande på Nazitysklands sida i andra världskriget. Flera tidigare medlemmar i de nedlagda partierna Svenska nationalsocialistiska partiet och Nationalsocialistiska blocket kom att ansluta sig till Svensk Opposition. Långt senare, mellan 1980 och 1982, återvände Engdahl till SNF, och satt som dess ordförande i två år innan förbundet åter splittrades.

### Engdahl och nazismen
Engdahl hyllade före och under andra världskriget Adolf Hitler och prisade Nazityskland som ett föredöme, även om Mussolinis Italien var det land som inspirerade mest. Trots att han själv förnekade att han skulle ha varit nazist hyllade han öppet Nazityskland från 1930-talet till andra världskrigets slut, bland annat i boken Folkresningen i Tyskland (1933, tillsammans med E.G. Westman) och kapitlet "Den tyska folkordningen" i antologin Det kämpande Tyskland (1941, s. 47–78). Med anledning av Hitlers 55-årsdag skrev Engdahl följande i Vägen Framåt:
Vi kunna idag endast hylla Adolf Hitler som den av Gud sände till Europas räddning. Och med hela den fanatism, som är den nysvenska socialismens egen, skola vi skrida till verket för att slå ner judendom, bolsjevism och demokrati inom Sveriges gränser och därmed skapa förutsättningar för en ny och bättre socialistisk ordning i vårt fosterland. […] För oss, de svenskaste bland svenske, finns det intet alternativ än en tysk seger i denna ödeskamp. Det bekänna vi frimodigt och utan baktankar. Vi har valt sida.

I juli 1941 publicerade han ett öppet brev till statsministern, där han propagerade för att Sverige skulle bli en vasallstat till Nazityskland:
Sverge kan icke politiskt och ekonomiskt hävda sina intressen på annat sätt än i samförstånd och samarbete med den europeiska kontinentens dominerande stormakt.
Bland hans skrifter märks Sverige och det tjugonde århundradet (1934), Sveriges ödesväg genom seklerna mot framtiden (1940), Mussolini (1940), Klockan närmar sig tolv (1941) och Fribytare i folkhemmet (1979). Han utgav även diktsamlingarna Stormsvept (1935) och Fast vinden ligger emot (1937).

### Efterkrigstiden
Efter andra världskriget belades Engdahl med inreseförbud i Schweiz och Västtyskland, och påstod sig samtidigt ha övergett antisemitismen samt ändrat sina åsikter om nazismen. Han kom dock fortsatt att verka för fascismen, både i Sverige och internationellt; Svenskt Opposition omdanades på 1950-talet under namnet Nysvenska rörelsen, och organisationen var från 1951 ansluten till den paneuropeiska Malmörörelsen (European Social Movement, ESB). Engdahls tvåbandsverk Västerlandets förnyelse (1950–51) antogs 1954 som Malmörörelsens ideologiska bas, och han kom att bidra som skribent till rörelsens tidskrift Nation Europa. Som ledande inom ESB hjälpte Engdahl misstänkta nazistiska krigsförbrytare och kollaboratörer att fly till Västtyskland, Spanien och Latinamerika. Han deltog även i gömmande av balter som hotades av utlämning till Sovjetunionen. Malmörörelsen anklagades 1960 för att ligga bakom en kampanj av antisemitiska incidenter, något som förnekades av Engdahl.
1979 formulerade Engdahl en kritik mot hur fascismen agerar och istället borde agera. Han föreskrev en strategi som bland annat innebar ett nedtonande av rasbegreppet; istället skulle kritiken riktas mot invandringen. Med inspiration av denna text grundade Sven Davidsson med flera Bevara Sverige Svenskt (BSS).

### Familj
Per Engdahl var son till majoren Sven Edvard Engdahl (1877–1958) och Karin Håkansson (1880–1968). Från 1937 var han gift med Stina Elna Sofia Berglund (1913–2000). 
Han är begravd på Östra kyrkogården i Malmö.